# HMS L12
Pour les articles homonymes, voir L12.
Le HMS L12 est un sous-marin britannique de classe L construit pour la Royal Navy pendant la Première Guerre mondiale. Il était l’un des cinq navires de la classe L à être équipé comme un mouilleur de mines. Le bateau a survécu à la guerre et a été vendu à la ferraille en 1932.

## Conception
Le HMS L9 et les navires de classe L qui l’ont suivi avaient été agrandis pour recevoir des tubes lance-torpilles de 21 pouces (533 mm) et davantage de carburant. Le sous-marin avait une longueur totale de 70,4 m, un maître-bau de 7,2 m et un tirant d'eau moyen de 4 m. Ces sous-marins avaient un déplacement de 905 tonnes en surface, et 1 091 tonnes en immersion. Ils avaient un équipage de 38 officiers et matelots.
Pour la navigation en surface, ces navires étaient propulsés par deux moteurs diesel Vickers à 12 cylindres de 1 200 ch (895 kW), chacun entraînant un arbre d'hélice. En immersion, chaque hélice était entraînée par un moteur électriques de 600 ch (447 kW). Ils pouvaient atteindre la vitesse de 17 nœuds (31 km/h) en surface et 10,5 nœuds (19,4 km/h) sous l’eau. En surface, la classe L avait un rayon d'action de 3 200 milles marins (5 900 km) à 10 nœuds (19 km/h).
Les navires étaient armés d’un total de six tubes lance-torpilles de 18 pouces (457 mm). Quatre d’entre eux étaient dans l’étrave et la paire restante était installée sur les flancs. Ils transportaient 10 torpilles de recharge de toutes tailles, dont quatre pour les tubes d’étrave. Ils étaient également armés d’un canon de pont de 4 pouces (102 mm). Le L12 était équipé de 16 puits de mines verticaux dans ses ballasts latéraux et transportait une mine par puits.

## Engagements
Le HMS L12 a été construit par Vickers à Barrow-in-Furness. Sa quille fut posée le 22 janvier 1917, il est lancé le 16 mars 1918 et mis en service le 30 juin 1918. Le 9 juillet 1929, le bateau est entré en collision avec le sous-marin HMS H47 au large de Milford Haven, au Pays de Galles. Il a pu refaire surface et est retourné à Milford Haven. Trois marins sont morts dans l’accident. Le HMS L12 fut vendu à John Cashmore Ltd le 16 février 1932 pour être démoli à Newport.